# Society of Antiquaries of Newcastle upon Tyne
La Society of Antiquaries of Newcastle upon Tyne (en français, la Société des antiquaires de Newcastle upon Tyne), est une société d'antiquaires britannique, fondée en 1813 à Newcastle, en Angleterre. Elle s'intéresse particulièrement au mur d'Hadrien dont elle coorganise le pèlerinage annuel, et plus largement à la Bretagne romaine et à la musique traditionnelle du nord-est de l'Angleterre, notamment aux petites cornemuses de Northumbrie.

## Histoire
Elle est la plus ancienne société régionale d'antiquaires anglaise.
Son principal objet d'étude est l'archéologie du nord-est de l'Angleterre, en particulier du mur d'Hadrien, mais s'étend également aux périodes préhistoriques et médiévales, à l'archéologie industrielle et à la musique traditionnelle du nord-est de l'Angleterre, notamment aux petites cornemuses de Northumbrie.

## Collections
La Société possède plusieurs collections. La collection archéologique est conservée au Great North Museum de Newcastle ; une collection de petites cornemuses, constituée à l'origine par l'horloger et collectionneur William Alfred Cocks, est conservée au Morpeth Chantry Bagpipe Museum ; enfin, la collection de manuscrits est conservée au Northumberland Record Office.

## Activités
La bibliothèque de l'association comprend environ 30 000 livres, avec un intérêt particulier pour l'histoire locale et la Grande-Bretagne romaine. Jusqu'en 2013, la Société gérait le donjon du château de Newcastle et la Porte noire, après avoir loué le donjon en 1848 et la porte en 1883 à la ville, jusqu'en 1960, date à laquelle la collection d'artefacts est transférés au musée des antiquités.
Depuis 1886, la société coorganise, avec la Cumberland and Westmorland Antiquarian and Archaeological Society, le pèlerinage annuel au mur d'Hadrien.
En 2019, la Société compte environ 700 membres,.

## Archaeologia Aeliana
Depuis 1822, la société publie annuellement une revue qui sert de forum pour la publication de recherches sur l'histoire, l'archéologie et la culture du nord-est de l'Angleterre. Le journal s'appelle Archaeologia Aeliana, d'après le nom de famille de l'empereur romain Hadrien, les Ælii. Ce nom est également présent dans le nom romain de la colonie de Newcastle upon Tyne, Pons Aelius. La revue publie des articles sur les fouilles et les recherches sur le mur d'Hadrien, et plus généralement en archéologie romaine. Les numéros de la revue sont disponibles en libre accès via le site Web Archaeology Data Service.

## Musique traditionnelle
En 1855, la Société a mis sur pied un comité des mélodies anciennes, dans le but de recueillir et de conserver les chants caractéristiques et la musique de cornemuse du comté. Ses membres étaient William Kell, John Clerevaulx Fenwick et Robert White, ainsi que John Collingwood Bruce, secrétaire de la Société. En 1857, le comité a remis un rapport préliminaire au duc de Northumberland, les cornemuseurs William Green et James Reid fournissant tous deux des illustrations musicales. 
Le travail du Comité semble avoir stagné après la mort de White et Kell et le déménagement de Fenwick à Londres, mais la Société a publié le Northumbrian Minstrelsy en 1882, édité par le pasteur anglican John Collingwood Bruce et John Stokoe. Cela a joué un rôle important dans le soutien de la musique instrumentale traditionnelle et de la chanson du nord-est de l'Angleterre.

## Personnalités liées à la société

### Présidents connus
- Henri Thomas Liddell (1861-1878)
- Henri George Liddell (1879-1898)
- Robert Carr Bosanquet (1933-1934)
- Ian Richmond (1951-1953)
- Eric Birley (1957-1959)
- Brian Dobson (1993–1995)
- David Breeze (2008-2010)
- Lindsay Allason-Jones (2011-2013)

### Autres membres connus
- John Collingwood Bruce (en)
- John Clayton (en)